# Triplophysa tenuicauda
Triplophysa tenuicauda es una especie de pez de la familia Balitoridae en el orden de los Cypriniformes.

## Distribución geográfica
Se encuentra en el Pakistán, la India y la República Popular China.

## Hábitat
Es un pez de agua dulce.